# Нуклеарно разоружање Белорусије
Нуклеарно разоружање Белорусије (блр. Ядзернае раззбраенне Беларусі) је процес повлачења ракетно-нуклеарног наоружања са територије Републике Белорусије. Спроведено у позадини демилитаризације 1992—1996.
Белорусија са Јужном Африком (1989—почетком 1990-их), Казахстаном (1995) и Украјином (1996) постале су прве државе које су добровољно одбиле могућност поседовања нуклеарног оружја и извршиле ликвидацију његових резерви.

## Предуслови
1960.године на територији БССР смештене су јединице 50. ракетне армије Црвеног знака, која је била део стратешких ракетних снага. Након распада Совјетског Савеза, Белорусија је била осма земља на свету по залихама нуклеарног оружја. Укупан број бојевих глава био је 1.120. У груписање стратешких нуклеарних снага било је око 180 једињења, делова и институција, од око 40 хиљада људи.
У једној од тачака Декларације о државном суверенитету БССР-а наведено је да земља има за циљ да своју територију учини не-нуклеарном зоном и постане неутрална држава. Такво решење диктирају у великој мери осећања у друштву које је након катастрофе у Чернобилу негативно схватило било коју атомску технологију.
Жеља за разоружањем позитивно је примљена у САД, које су биле заинтересоване да број земаља у «нуклеарном клубу» остане непромењен. Бела кућа је подржала идеју о преносу свих залиха наследници Совјетског Савеза — Руској Федерацији. Томе су тежиле и бивше совјетске републике.

## Ток догађаја
У јулу 1993. Белорусија се званично придружила уговору о неширењу нуклеарног оружја.
Да би извршила обавезе које је преузела белоруска страна, под Міністэрства абароны Рэспублікі Беларусь основана је Национална агенција за контролу и инспекцију. У функцији органа ушла је примена нуклеарне демилитаризације. На нивоу ЗНД-а постојао је Одбор за нуклеарну политику дизајниран за договорени рад у нуклеарном наоружању.
Према Программа Нанна — Лугара, Вашингтон је земљи доделио 250 милиона долара за циљеве повезане са обезбеђивањем нуклеарне безбедности током демонтаже, прерасподеле и уништавања нуклеарних бојевих глава. Русија је такође помагала.
20.јула 1994. године, две и по године пре завршетка нуклеарне демилитаризације, земљу је предводио председник Александар Лукашенко. Нови шеф државе страховао је од ширења НАТО. Лукашенко је тада озбиљно намеравао да заустави извоз стратешког оружја које је предложио Русији да задржи у републици. У том периоду на њеној територији су се налазиле 72 нуклеарне бојеве главе. Међутим, ни Москви ни Вашингтону нису се свидели слични планови, па је уклањање оптужби настављено.
27.новембра 1996. године са приступних колосека железничке станице у близини села Иатсуки (Дзјатлавски рејон, Гродненске области) послат је у Русију последњи ешалон са интерконтиненталним балистичким ракетама РС-12М «Топол».

## Последице
Активности Белорусије по питању нуклеарног оружја у потпуности су биле у складу са интересима Запада и Москве, што је допринело јачању односа са оба играча. Највише поштовања и признања за политику 1992—1996 изразио је Вашингтон. Тако се, на пример, амерички председник Бил Клинтон у другој половини деведесетих током преговора између Индије и Пакистана осврнуо на позитиван пример Белорусије која је значајно допринела процесу нуклеарне демилитаризације у свету. Међутим, у исто време, земља је добила много мање дивиденде за разоружање од Украјине и Казахстана.
У наредним годинама Република Белорусија наставила је да се држи антинуклеарног курса. Ова политика се огледа у 18. члану Устава.

## Критика
Политика нуклеарног разоружања 1992—1996 у Белорусији оцењена је двосмислено. Пре свега, критикују се кораци које је предузео председник Врховног савета Станислав Шушкевич, који је био шеф државе 1991—1994. Они су одлучили да се што пре ослободе ракета, и одустали од новчане надокнаде Русије. Један од лидера БНФ-а и посланик Врховног совјета Сергеј Наумчик изјавио је да је нуклеарна демилитаризација неопходна, али под повољнијим условима за Белорусију. Први министар спољних послова земље Петар Кравченко у својим мемоарима «Белорусија На раскршћу. Белешке политичара и дипломате» и уопште оптужио Шушкевића за издају националних интереса. Наводно је лишио Републику главног «адута» у преговорима са Русијом.
Заједнички тренутак који је изазвао огорчење Кравченка и Наумчика била је јединствена одлука шефа Врховног совјета да призна нуклеарне резерве Белорусије иза Москве, јер се Шушкевић по том питању није консултовао ни са ким другим.
У свом оправдању, политичар је изјавио да је присуство нуклеарног оружја на територији земље представљало претњу Белорусији. Због тога је било потребно да га се решите што је брже могуће.
У априлу 2010. године Александар Лукашенко је ове догађаје назвао најтежом грешком. Такође је веровао да је потребно постићи повољније услове повлачења. По доласку на власт, како је изјавио шеф државе, више није могао ништа да предузме због притиска руса и американаца. Како је истакао Лукашенко, да је нуклеарно оружје остало Белорусији, однос према њој би био другачији.